# The Great Rock 'n' Roll Swindle
The Great Rock 'n' Roll Swindle  is een Britse kruising tussen een mockumentary en documentaire uit 1980. De film is een fictieve vertelling van de ontstaansgeschiedenis van de Britse punkgroep The Sex Pistols en kwam pas uit nadat de groep al uit elkaar was gegaan. Alles wordt uit het gezichtspunt van manager Malcolm McLaren verteld. Johnny Rotten wilde niets met deze exploitatiefilm te maken hebben en verschijnt daarom uitsluitend in archiefbeelden.

## Rolverdeling
| Acteur          | Personage                         |
| --------------- | --------------------------------- |
| Mary Millington | Mary                              |
| Paul Cook       | De theemaker                      |
| John Lydon      | De medewerker (als Johnny Rotten) |
| Malcolm McLaren | De verduisteraar                  |
| Ronnie Biggs    | De banneling (als Ronnie Biggs)   |
| Sid Vicious     | De Gimmick                        |
| Steve Jones     | De bandiet                        |